# Takanori Nagase
Takanori Nagase (en japonés: 永瀬貴規, Nagase Takanori; Nagasaki, 14 de octubre de 1993) es un deportista japonés que compite en judo.
Participó en tres Juegos Olímpicos de Verano, obteniendo cinco medallas, oro y plata en Tokio 2020, bronce en Río de Janeiro 2016 y oro y plata en París 2024.
Ganó tres medallas en el Campeonato Mundial de Judo entre los años 2015 y 2023.

## Palmarés internacional
| Juegos Olímpicos   | Juegos Olímpicos        | Juegos Olímpicos  | Juegos Olímpicos |
| Año                | Lugar                   | Medalla           | Categoría        |
| ------------------ | ----------------------- | ----------------- | ---------------- |
| 2016               | Río de Janeiro (Brasil) | Medalla de bronce | –81 kg           |
| 2020               | Tokio (Japón)           | Medalla de oro    | –81 kg           |
| 2020               | Tokio (Japón)           | Medalla de plata  | Equipo mixto     |
| 2024               | París (Francia)         | Medalla de oro    | –81 kg           |
| 2024               | París (Francia)         | Medalla de plata  | Equipo mixto     |
| Campeonato Mundial |                         |                   |                  |
| Año                | Lugar                   | Medalla           | Categoría        |
| 2015               | Astaná (Kazajistán)     | Medalla de oro    | –81 kg           |
| 2022               | Taskent (Uzbekistán)    | Medalla de bronce | –81 kg           |
| 2023               | Doha (Catar)            | Medalla de bronce | –81 kg           |